# 尤汉·帕尔茨

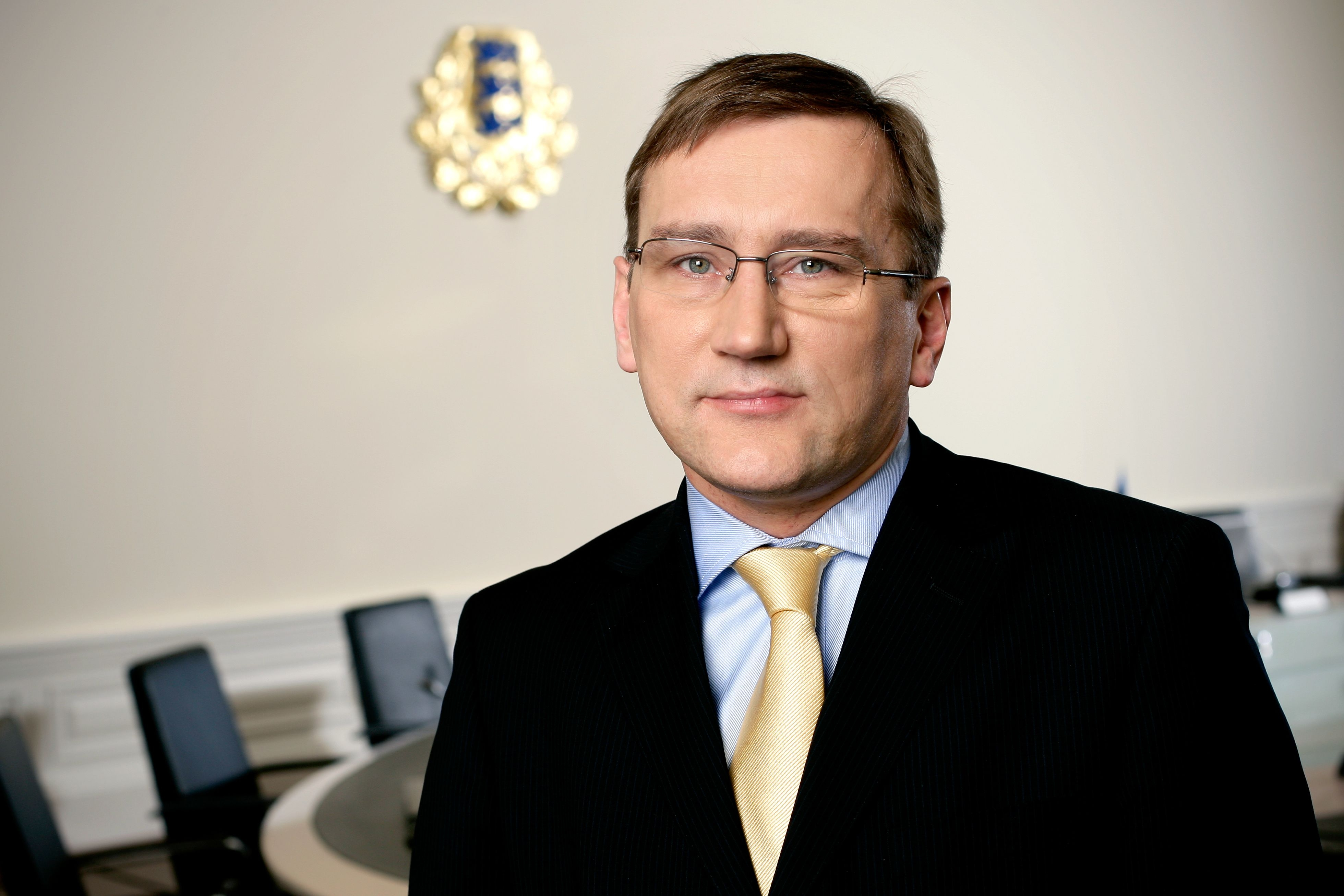
尤汉·帕尔茨 (2011)

尤汉·帕尔茨（1966年8月27日—），爱沙尼亚政治家，曾任爱沙尼亚共和国党主席和爱沙尼亚总理。2007年5月任安德鲁斯·安西普第二届政府的经济事务和通信部长。
帕尔茨妻子Merle Parts是一名女法官，生有一子Toomas-Hendrik和一女Pille-Riin。他现在与一名叫Daisy Tauk的女律师关系密切，两人年龄相差约十岁。

## 荣誉

### 爱沙尼亚勋章奖章
- 二等国徽勋章（英语：Order of the National Coat of Arms）（2008年2月6日批准，2008年2月23日颁发[4]）

### 外国勋章奖章
- 恩里克王子大十字勋章（葡萄牙语：Ordem do Infante D. Henrique）（葡萄牙，2003年5月29日公布[5])
- 意大利共和国功绩大十字骑士勋章（意大利语：Ordine al merito della Repubblica Italiana）（意大利，2004年4月19日公布[6]）
- 二等三星勋章（拉脱维亚，2012年6月4日批准，2012年6月5日于里加颁发[7]）

## 备注
1. ↑  . Ministry of Economic Affairs and Communications.   [10 February 2010]. （原始内容存档于2010年4月17日）.
2. ↑  .   [2014-03-01]. （原始内容存档于2012-11-03）.
3. ↑  Mihkel Kärmas. . Eesti Ekspress. 4 March 2003  [6 March 2007]. （原始内容存档于2007-09-27） （爱沙尼亚语）.
4. ↑  （英文）. Estonian State Decorations.   [2021-10-02]. （原始内容存档于2021-10-02）.
5. ↑  （葡萄牙文）. Presidência da República Portuguesa.   [2021-10-03]. （原始内容存档于2019-08-31）.
6. ↑  （意大利文）. Presidenza della Repubblica.   [2021-10-03]. （原始内容存档于2021-10-02）.
7. ↑  （拉脱维亚文）. Latvijas Valsts Prezidents.   [2021-10-03]. （原始内容存档于2016-05-04）.